# مهدي سجودي مقدم
مهدي سجودي مقدم (مولود 15 يناير 1962) هو كاتب ومترجم أدبي وعالم إيراني.

## السيرة الذّاتيّة
وُلد السيّد سُجودي وترعرع في طهران في أحضان عائلة مثقّفة والتحَقَ بثانوية «هدَف» إحدى أحسن الثّانويات في المدينة حيثُ بدأ نشاطه الأدبي عبر كتباة القصص القصيرة والشّعر.
إلتحق بصفوف جامعة طهران سنةَ 1988 ونال منها شهادة الماجستير في اللّغة الإنجليزية وآدابها.

## الحياة المِهنيّة
سجودي هو كاتب «العين بالعين» (2012) والتي يحكي فيها تفاصيل مأساة آمنة بهرامي التي عمِيت وشُوّه وجهها حين قام حبيبها برمي الحمض الحارق على وجهها. انتشرت محنة آمنة في عناوين الأخبار في جميع أنحاء العالم حين قامت بجهود جبّارة من أجل القصاص بصبّ الحمض الحارق في عيني مهاجمها مجيد موحّدي. ولكنّها صدمت الجميع حين عفت عنه أثناء عدّ المسؤولين للحظات الأخيرة، قائلةً «لم أستطع القيام بذلك، عرفتُ أنّني لا أستطيع العيش مع ذلك لبقيّة حياتي». «عرفتُ أنّني سأكون قد احترقتُ مرّتين لو أنّني فعلتُ ذلك» تُضيف.
ترجم سجودي مجموعة من الرّوايات إلى الفارسية بما في ذلك «الدّفتر» لنيكولاس سباركس، القارئ لبرنارى سشلينسك، المرتفعات العاصفة لإميلي برونته، الحبّ يأتي بلطف لجانت أوك وزنبقة الوادي لأونوري دو بالزاك.
يعمل سجودي حاليا على رواياته.